# 諏訪大神 (東庄町)
諏訪大神（すわだいじん）は、千葉県香取郡東庄町（下総国香取郡）にある神社。旧社格は郷社。
建御名方命を主祭神とし、事代主命と大国主大神を配祀する。

## 由緒

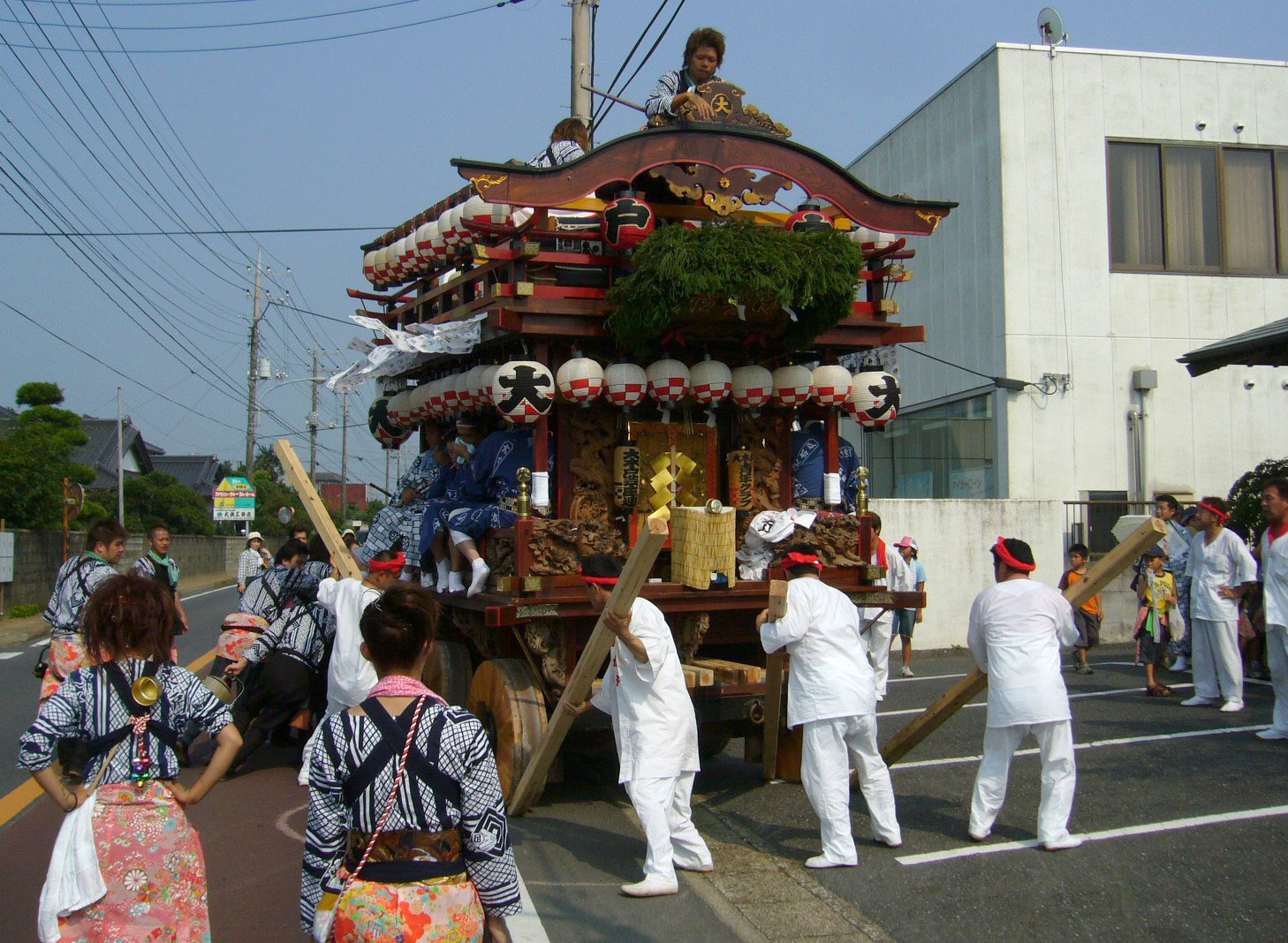
祭礼の山車

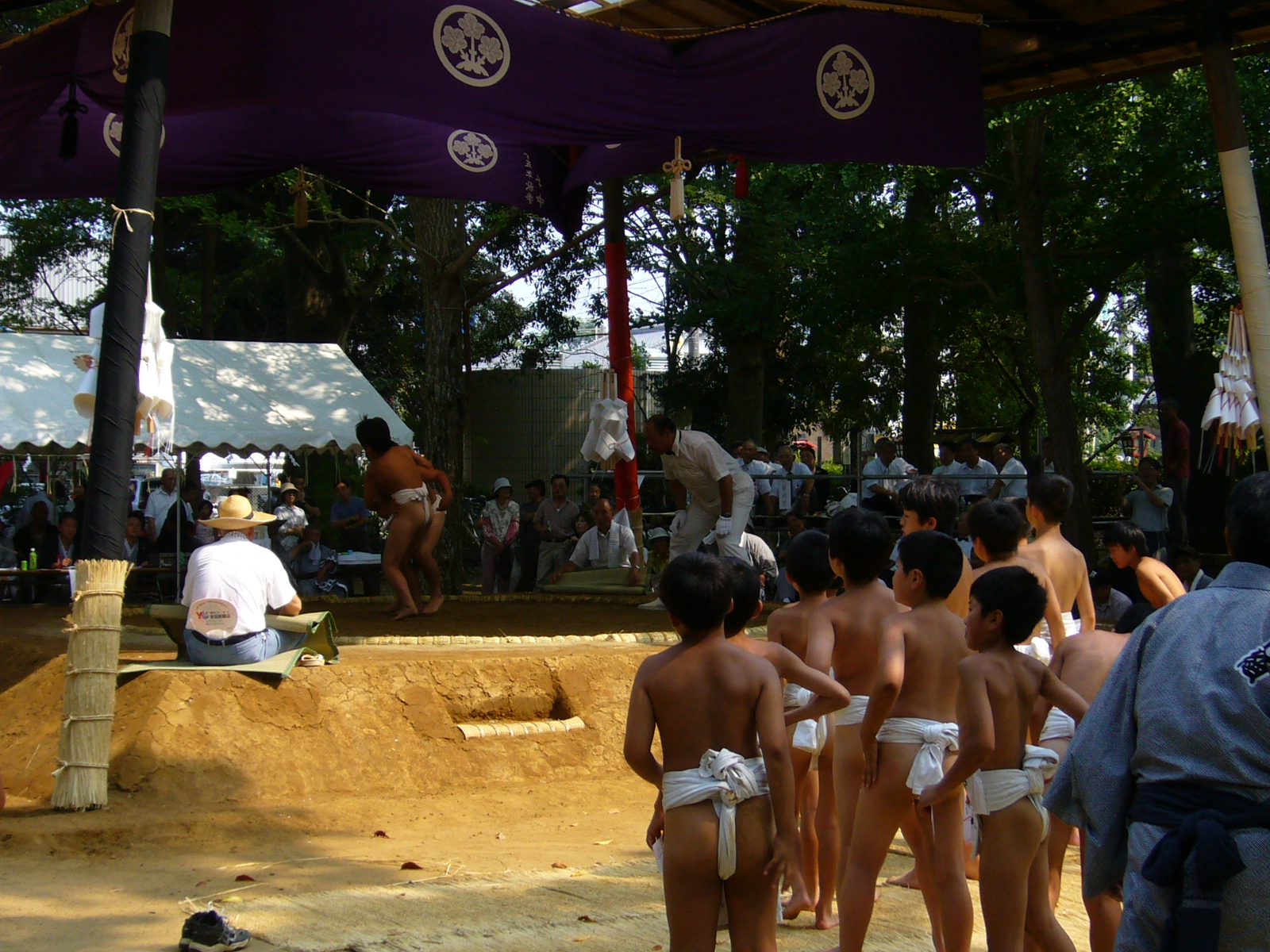
素人相撲大会

坂上田村麻呂が蝦夷征討の際、悪神退散を祈願して建てた一祠が当社の始まりとされ、大同2年（807年）に創建されたといわれており、須賀山明神とも称された。東国鎮護の神社として国司武将等の崇敬篤く、特に大江維時は社殿を造営し、源頼朝は建久2年（1191年）東重胤に命じて社殿を改築した。その後天正19年（1591年）に徳川家康が朱印地10石を寄進し、享保3年（1718年）には神階正一位を授けられた。
当社の春の例祭には、神前の神楽殿で「笹川の神楽」が演ぜられる。天狗の面・小屋根の面・大玉の命の面・乙女の面・手力男の面などの十六座からなり、太々神楽あるいは岩戸神楽ともよばれ千葉県の無形民俗文化財に指定されている。また、秋季例祭には相撲まつりが行われる。山車が街中に繰り出し、笹川繁蔵が催して以来続けられている素人相撲大会などが開かれ、遠近からの参拝客でに賑わう。2017年の大相撲夏巡業期間中は出羽海部屋の幕下以下の力士がここへ合宿に訪れていた。
なお境内には、天保13年(1842年)に笹川繁蔵が建てた野見宿禰の碑が残っており、境内の入り口には天保水滸伝遺品館がある。

## 交通
- JR成田線笹川駅徒歩5分